# Südjemenitische Fußballnationalmannschaft (U-17-Junioren)
Die südjemenitische Fußballnationalmannschaft der U-17-Junioren war die Auswahl südjemenitischer Fußballspieler der Altersklasse U-17, die den nationalen Verband auf internationaler Ebene, beispielsweise in Freundschaftsspielen gegen die Junioren-Auswahlmannschaften anderer nationaler Verbände, aber auch bei der U-16-Asienmeisterschaft des Kontinentalverbandes AFC oder der U-17-Weltmeisterschaft der FIFA repräsentiert. Größter Erfolg der Mannschaft war die Teilnahme an der Asienmeisterschaft 1985. Durch den Zusammenschluss des Südjemen mit dem Nordjemen entstand im Mai 1990 der Jemen; die Nationalmannschaft wurde aus diesem Grund aufgelöst.

## Teilnahme an U-16- und U-17-Weltmeisterschaften
| U-16-Weltmeisterschaft - 1985: nicht qualifiziert - 1987: nicht qualifiziert - 1989: nicht qualifiziert |

## Teilnahme an U-16- und U-17-Asienmeisterschaften
| U-16-Asienmeisterschaft  | U-17-Asienmeisterschaft |
| ------------------------ | ----------------------- |
| 1985: Vorrunde           |                         |
| 1986: nicht qualifiziert |                         |
| 1988: nicht qualifiziert |                         |